# Habrocestum namibicum
Habrocestum namibicum là một loài nhện trong họ Salticidae.
Loài này thuộc chi Habrocestum. Habrocestum namibicum được Wanda Wesołowska miêu tả năm 2006.